# Rheingönheimer Kreuz

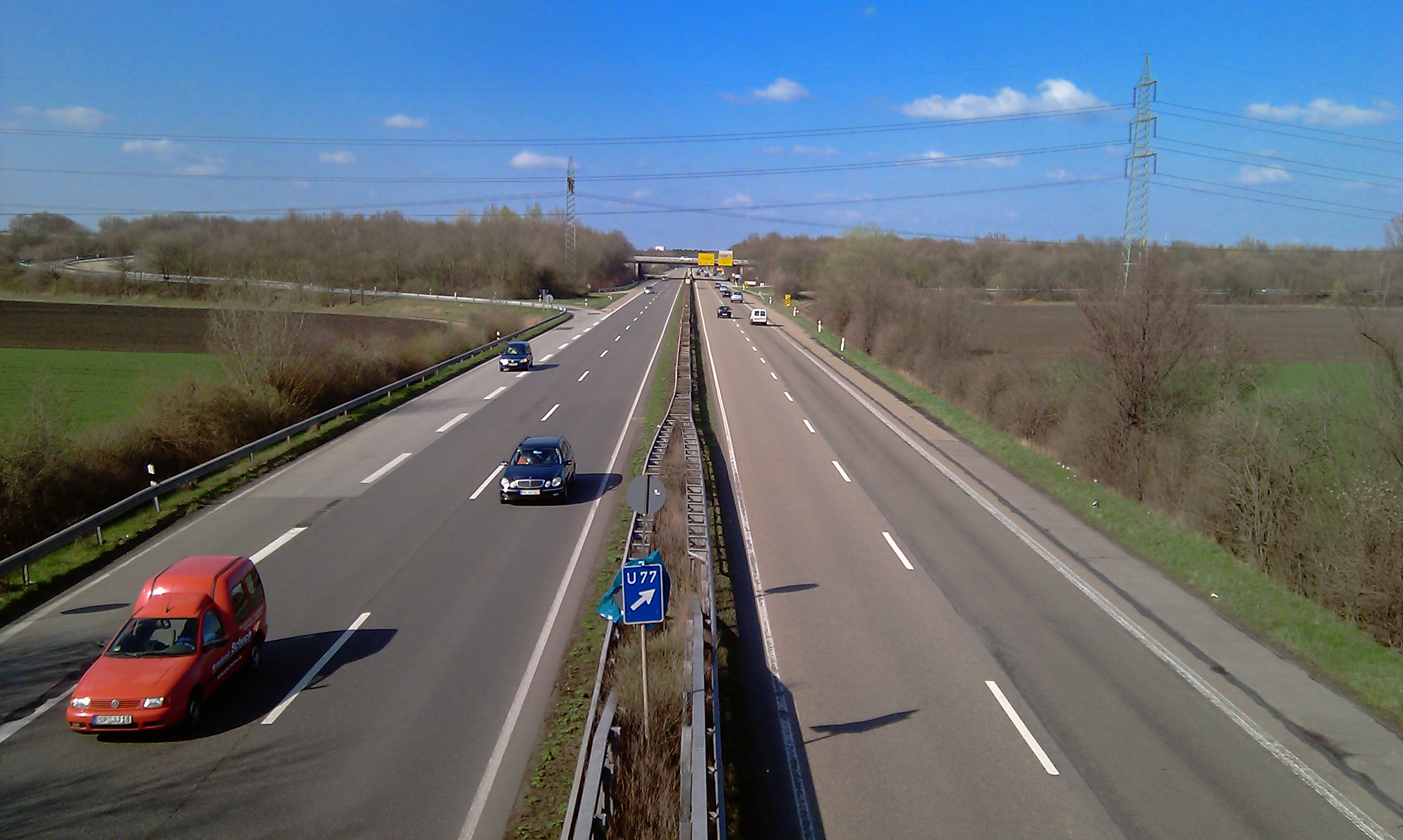
Rheingönheimer Kreuz von Süden

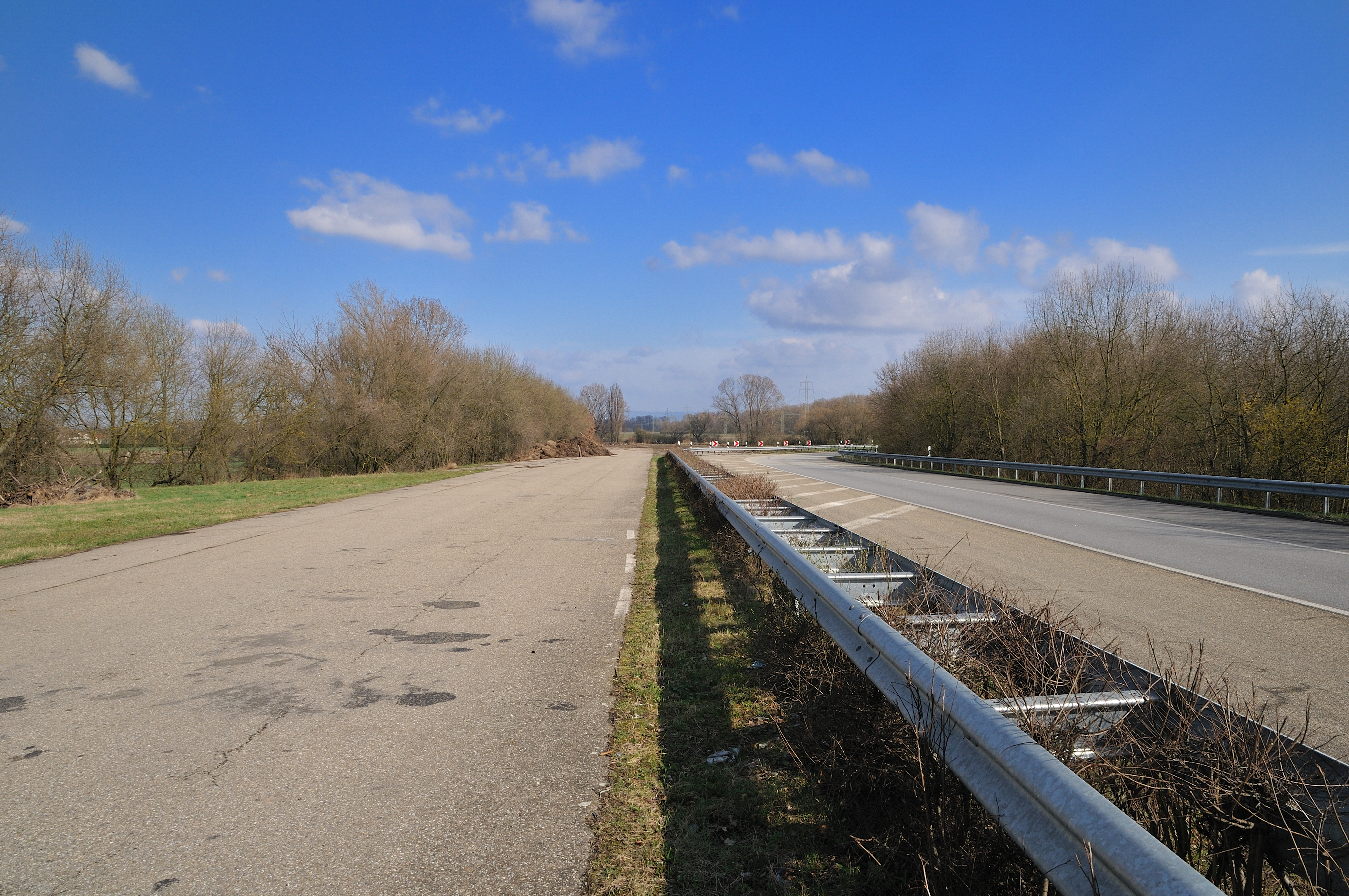
Ende der B 44, Blick nach Osten

Das Rheingönheimer Kreuz ist der unvollständige planfreie Knotenpunkt der Bundesstraßen 9 (Karlsruhe–Ludwigshafen am Rhein) und 44 (Frankfurt–Ludwigshafen) südwestlich des Ludwigshafener Stadtteils Rheingönheim.

## Struktur
Gebaut wurde das autobahnähnliche Rheingönheimer Kreuz als Kleeblatt mit einer besonderen Symmetrie. Die als Unterquerung angelegte Nord-Süd-Strecke liegt auf 94 m ü. NHN, die als Überführung geplante West-Ost-Strecke etwas höher.
Bisher besitzt das Rheingönheimer Kreuz drei Äste:
- nach Norden die B 44, die nach Ludwigshafen und innerstädtisch – auf der Kurt-Schumacher-Brücke über den Rhein – weiter nach Mannheim führt
- nach Westen die B 9 als Westumfahrung von Ludwigshafen mit Anschluss nördlich der Stadt an die A 6 (Mannheim–Saarbrücken)
- nach Süden die B 9 in Richtung Speyer, wo am Autobahnkreuz Speyer Anschluss an die A 61 (Hockenheim–Koblenz) besteht, und Karlsruhe

## Planungs- und Baugeschichte
Ursprünglich sollten sich im Rheingönheimer Kreuz zwei Autobahnen kreuzen, die A 653 und die A 655. Auf die Verwirklichung dieser beiden Verkehrswege wurde jedoch verzichtet. Stattdessen wurden die Verbindungen neu geplant, teilweise verlagert und durch Bundesstraßen ersetzt. Gebaut wurden in den 1970er Jahren zunächst die heute vorhandenen drei Äste des Kreuzes, die Realisierung des nach Osten gerichteten Astes blieb bis heute offen.
Bereits 1965 gab es einen Planfeststellungsbeschluss, diesen noch fehlenden Ast als Ludwigshafener Südumgehung zu bauen und damit südlich der zweistreifigen Verbindungsstraße Ludwigshafen–Altrip (Kreisstraßen 7 und 12) eine vierstreifige Parallele zu schaffen. Sie sollte nach etwa 7 km in einen zusätzlichen Rheinübergang mit neuer Brücke einmünden und östlich des Flusses an die Südumgehung B 38a der badischen Schwesterstadt Mannheim angebunden werden. So wäre der Autobahnring um die beiden Städte zu schließen gewesen. Dieses Vorhaben wurde im Jahr 2003 mit Rücksicht auf das teilweise zu durchquerende Altriper Naherholungsgebiet Blaue Adria nach jahrzehntelangen Diskussionen „endgültig“ fallen gelassen; der Planfeststellungsbeschluss wurde aufgehoben und das Projekt aus dem Bundesverkehrswegeplan gestrichen.
Vor allem die Wirtschaft bemühte sich jedoch weiterhin um die Realisierung der Südumgehung Ludwigshafens und der Rheinquerung bei Altrip. Der Verband Rhein-Neckar-Region und die Industrie- und Handelskammern Pfalz und Rhein-Neckar gaben im Jahr 2007 jeweils Gutachten in Auftrag. Nach deren Prognosen würden vor allem die Ludwigshafener Innenstadt und die beiden Brücken nach Mannheim entlastet, weil täglich 15.000 Fahrzeuge die neue Verbindung nutzen würden; von diesen wären nur etwa 800 Fahrzeuge, welche bislang täglich mit der Rheinfähre Altrip über den Rhein setzen. Drei Varianten der Streckenführung wurden genannt: ein Tunnel ab dem Kreuz und dann eine Brücke über den Rhein für geschätzte 390 Millionen Euro, eine reine Tunnellösung für 570 Millionen Euro und eine oberirdische Trasse mit Brücke für 180 Millionen Euro. Als erste Maßnahme wurde empfohlen, dass die Trasse in Richtung Osten reserviert und das Projekt in den Regionalplan aufgenommen wird, damit die benötigte Fläche zwischenzeitlich nicht bebaut werden darf und das Vorhaben auch noch in ferner Zukunft realisiert werden kann.
Vor dem Hintergrund der Gutachten bat der Rhein-Pfalz-Kreis seine Gemeinden um Stellungnahme. Die etwas entfernter liegenden Gemeinden Maxdorf, Mutterstadt und Schifferstadt sprachen sich für, die direkt angrenzenden Gemeinden Neuhofen und Altrip gegen die zusätzliche Rheinquerung aus. Im Gemeinderat der Stadt Mannheim stimmten CDU, FDP und Freie Wähler für, SPD, Grüne und die Linke gegen die Realisierung.
Die rot-grüne Regierung in Rheinland-Pfalz gab in ihrem Koalitionsvertrag von 2011 die Pläne für die Rheinquerung bei Altrip auf. Die Ludwigshafener Oberbürgermeisterin Eva Lohse empfahl, die Option für den Ausbau weiter offen zu halten. Der Hauptausschuss des Ludwigshafener Stadtrats gelangte zu keiner einheitlichen Aussage; CDU, SPD und FDP machten den Ausbau von der Entwicklung der Mobilitätsströme in den kommenden Jahrzehnten abhängig, Grüne und FWG lehnten das Projekt strikt ab.
Nach der Entscheidung des Planungsausschusses der Metropolregion Rhein-Neckar wurde die Reservierung der Trasse nicht in den Regionalplan aufgenommen, der bis zum Jahr 2020 gilt. Da in einer Fußnote eine Realisierung in ferner Zukunft als möglich beschrieben wurde, ist der Ausbau des Rheingönheimer Kreuzes weiterhin offen.
Im Januar 2019 regte die Fraktion der Freien Wähler im Ludwigshafener Stadtrat an zu prüfen, ob nicht die ursprünglich geplante Verlängerung der B 9 vom Rheingönheimer Kreuz nach Mannheim mit einer behelfsmäßigen Stahlkonstruktion realisiert werden könne, wie sie bei vielen Brücken üblich sei.